# Wojszanci
Wojszanci (mac. Војшанци) – wieś w centralnej Macedonii Północnej, terytorialnie i administracyjnie należąca do gminy Negotino. Według stanu na 2002 rok jej liczebność wynosiła 432 mieszkańców.

położenie wsi na mapie gminy

Według danych ze spisu powszechnego przeprowadzonego w 2002 roku, wieś Wojszanci zamieszkiwało 432 osób deklarujących następującą narodowość:
- Macedończycy – 423 (99,54%)
- Serbowie – 9 (0,46%)